# HelloJets
HelloJets ist der Markenname der Hello Jets S.R.L. Das Unternehmen ist eine rumänische Fluggesellschaft mit Sitz in Bukarest und Basis auf dem Flughafen Bukarest-Băneasa – Aurel Vlaicu. 

## Dienstleistungen
HelloJets wurde am 18. Februar 2021 gegründet und bietet Charterflüge und ACMI Leasing an.

## Flotte
Mit Stand April 2025 besteht die Flotte der HelloJets aus vier Flugzeugen mit einem Durchschnittsalter von 18,4 Jahren.
| Flugzeugtyp     | Anzahl | bestellt | Anmerkungen               | Sitzplätze | Durchschnittsalter |
| --------------- | ------ | -------- | ------------------------- | ---------- | ------------------ |
| Airbus A320-200 | 1      | 2        |                           | 180        | 18,6 Jahre         |
| Boeing 737-700  | 1      |          | mit Winglets ausgestattet | 148        | 22,0 Jahre         |
| Boeing 737-800  | 2      |          | mit Winglets ausgestattet | 189        | 16,5 Jahre         |
| Gesamt          | 4      | 2        |                           |            | 18,4 Jahre         |